# 泛歐交易所
泛歐證券交易所 由阿姆斯特丹泛歐證券交易所、布魯塞爾泛歐證券交易所、都柏林泛歐證券交易所、里斯本泛歐證券交易所、義大利證券交易所、奧斯陸證券交易所和巴黎泛歐證券交易所組成，注册总部位于阿姆斯特丹，运营总部位于巴黎，在上述城市都设有办事处。除了提供股本及衍生性金融商品交易外，泛欧證券交易所还提供清算和信息服务。截至2020年6月，泛歐證券交易所旗下約有超過1,400家上市公司，總市值達3.8兆歐元，其中大部分公司選擇在巴黎泛歐證券交易所上市。截至2024年1月，泛歐證券交易所是歐洲最大的證券交易所，亦是僅次於紐約證券交易所、納斯達克證券交易所、東京證券交易所及上海證券交易所的全球第五大证券交易所。

## 历史

### 成立
2000年9月22日，巴黎、布魯塞爾和阿姆斯特丹證券交易所宣佈合併成泛歐交易所。2002年1月，收購倫敦國際金融期貨交易所並成立Euronext.LIFFE。2001年，泛歐交易所完成首次公開募股後成為上市公司。2002年，與葡萄牙證券交易所（BVLP）合併，更名為Euronext Lisbon。

### 與紐約證交所合併
2006年4月，由於納斯達克證券交易所宣布收購倫敦證券交易所14.99%的股份，成為其最大股東。紐約證券交易所於2006年5月22日超越德意志交易所，宣布以80億歐元的現金和股票收購泛歐交易所，預定合併成立紐約泛歐交易所。但德意志交易所於2006年5月23日開出比紐約證交所高出6億歐元的價格收購泛歐交易所，惟紐約證交所與泛歐交易所簽署的合併協議已獲得美國證券交易委員會支持，預計將於2007年底批准。此外，兩家證交所亦希望義大利證券交易所併入。德意志交易所最終於2006年11月15日退出泛歐交易所的競標，隨後紐約證券交易所的股價於2006年底大漲。2006年12月19日，泛歐交易所的股東以98.2％的票數批准該次合併，泛歐交易所的首席執行長讓-弗朗索瓦·塞奧多表示，交易所將於3、4個月內關閉，紐約證交所的股東也於2006年12月20日通過該合併案，兩家交易所於2007年4月4日正式合併成立紐約泛歐證券交易所。
德意志交易所曾在2008和2009年間二度嘗試與紐約泛歐證券交易所合併，最終均以失敗告終。
2011年，德意志交易所與紐約泛歐證券交易所進行第三次高級合併協商，如談判成功將合併成歷史上最大的交易所，紐約泛歐證券交易所與德意志交易所的股東分別於2011年7月7日及7月15日批准該項合併案，於2011年12月22日獲美國證券交易委員會批准，但歐盟委員會於2012年2月1日以新公司將導致歐洲金融市場出現壟斷為由阻止該項交易，德意志交易所對此提出上訴，最終並未成功。
2012年，泛歐交易所宣佈設立倫敦泛歐交易所，在英國本地提供上市服務。並於2014年6月成為英國金融服务监管局認可的投資交易所（RIE）。

### 洲際交易所集團收購
2012年12月，洲際交易所集團宣布計畫以82億美元收購紐約泛歐證券交易所，該計畫於2013年6月3日獲得紐約泛歐證券交易所和洲際交易所集團的股東同意，歐盟委員會和美國證券交易委員會分別於2013年6月24日和8月15日批准該項收購案，洲際交易所集團於2013年11月13日成功收購紐約泛歐證券交易所，並計畫在2014年首次公開募股，最終於2014年6月上市。

### 重新獨立上市
2014年6月20日，泛歐交易所透過首次公開募股脫離洲際交易所集團，11家公司組成財團開始對該公司投資以穩定泛歐交易所，該財團持股33.36％，且擁有3年的閉鎖期。
2019年6月18日，泛歐交易所以68億挪威克朗成功收購奧斯陸證券交易所。2019年12月5日，宣布將收購歐洲第二大電力供應商Nord Pool 66％的股份，並於於2019年1月15日完成收購。2020年4月23日，泛歐交易所宣布以1.5億歐元收購丹麥中央證券託管機構VP Securities70％的股權，並於同年8月4日完成交易。
2020年9月18日，倫敦證券交易所集團與泛歐交易所進行獨家談判，該集團將其位於米蘭的義大利證券交易所（倫敦證券交易所集團所控股的100％股權）以43.3億歐元出售給泛歐交易所。作為交易的一部分，義大利的國有存貸款公司卡薩存貸款銀行100％持股的主權財富基金以及義大利聯合聖保羅銀行成為泛歐交易所的股東。《路透社》報導，倫敦證券交易所集團出售義大利證交所為該集團監管補救措施的一部分，以促使歐洲聯盟批准其以270億美元收購數據公司路孚特，歐盟執行委員會於同年在12月中旬正式聲明，只有在倫敦證交所集團出售義大利證交所的情況下，才可允許其收購路孚特。泛歐交易所對義大利交易所的收購預計於2021年上半年完成。

## 標誌變遷

紐約泛歐證券交易所時期
2012年洲際證券交易所集團收購後
2014年獨立上市後（僅移除NYSE字樣）

## 外部連結
- 泛歐交易所股份有限公司 （页面存档备份，存于）